# المويهية
المويهية، قرية من قرى محافظة المهد، والتابعة لمنطقة المدينة المنورة في السعودية. تقع في جنوب شرق المدينة المنورة، وتبعد عنها بمسافة تقارب ( ) كيلو متر، وعن مهد الذهب بمسافة تقارب ( 50) كيلو متر.

## مركز المويهية
مركز المويهية: هو من مراكز فئة (ب)
الموقعيقع المركز في الجزء الجنوبي الشرقي من محافظة المهد.
المساحةتبلغ مساحته (1,528كم2)، وتمثل 6.58% من مساحة المحافظة، ويأتي في المرتبة الخامسة.
السكانيبلغ عدد سكانه ( 2699) نسمة، ويأتي في المرتبة الثامنة.
بعد المركز عن المحافظةيقع المركز على بعد (80كم) من المحافظة، والطريق المؤدي إليها إسفلتي وترابي، ويعتبر المركز في المرتبة الخامسة من حيث القرب من مقر المحافظة.